# 곽윤상
곽윤상(1976년 7월 1일 ~ )은 대한민국의 성우로, 2003년 한국방송 성우극회 공채 30기로 입사했다. 아내는 같은 소속이자 공채의 성우인 최하나다.

## 출연 작품

### 애니메이션
- 썬더 일레븐(재능) - 부동명(후도 아키오)
- 데스노트(챔프) - 이데 히데키
- 쥬얼펫(재능) - 세이지
- 작안의 샤나(애니맥스) - 타나카 에이타
- 마법전사 라이너(KBS)
- 볼츠와 블립(KBS) - 웰더
- 갤럭시 키즈(KBS) - 아틀라
- 헬로 카봇 (KBS) - 큐어
  - 헬로 카봇 X (SBS) - 큐어 X
- 메탈 베이블레이드(투니버스) - 스틸
- 메탈카드봇 (KBS) - 블루캅/얼티밋 블루캅
- 명탐정 코난 (투니버스) - 윤형일(6기), 아나운서(6기), 강태석(6기) / 마두석(15기), 박용태(15기), 최무석(15기)
- 핀과 제이크의 어드벤처 타임(카툰네트워크) - 제이크
- 트랜스포머 갤럭시포스(챔프) - 잭샷, 메가 라이거, 니트로콘
- 소년탐정 김전일 Original(애니박스) - 타치바나 고류
- S.A 스페셜 에이(애니맥스) - 츠지 류
- DARKER THAN BLACK -흑의 계약자-(애니맥스) - 타히라
- 금색의 코르다(애니맥스) - 시미즈 케이이치
- 수왕성(애니맥스) - 타토, 로키
- 헌터X헌터 OVA(애니박스) - 레이저
- 사쿠라대전 앵화현란 OVA(애니박스) - 백작
- 루팡 3세 TV스페셜#1(애니박스) - 실버맨
- 잠수함 707 OVA(애니박스) - 듀란스키
- 라스트 엑자일(애니박스) - 코스터비, 벤
- 뱀파이어 헌터 OVA(애니박스) - 시장
- 사이버 포뮬러 더블원(애니박스) - 그레이슨
  - 사이버 포뮬러 Zero(애니박스) - 그레이슨
- 사이버 포뮬러 SAGA(애니박스) - 에델리 부츠홀츠
- 슬레이어즈 고저스(애니박스) - 일꾼
- 프로젝트 블루 지구 SOS(애니박스) - 리 박사, 프리먼
- 바텐더(애니박스)
- 잭과 콩나무(애니박스) - 조수, 왕2
- 워킹맨(애니박스) - 스가와라
- 포코냥(애니원/챔프) - 순구
- 레다카이(재능TV)
- 굳세어라 금동아!(재능TV) - 하느님
- 부릉부릉 친구들(재능TV) - 프랭클린
- 우주여행사 야트(재능TV) - 톰영
- 디그레이맨(애니맥스)
- 괴짜가족 괴담일기 - 스탠포드
  - 신비한 개구리 나라 앰피비아 - 스탠포드 (특별출연)
- 갓슈벨(애니원) - 듀포
- 명탐정 코난(투니버스) - 윤형일, 아나운서
- 눈의 여왕(애니원) - 토마스
- 극상학생회(챔프) - 방화범, 부하, 경호원
- 나나(애니원) - 노보
- 골판지 전사 더블(투니버스) - 신영훈, 오덕 크로스
- 극장판 썬더일레븐 GO VS 골판지 전사 W - 부동명 / 오덕 크로스
- 드래곤볼Z 극장판 - 신룡
- 슈퍼배드 - 제리 외
- 인크레더블 2 - 크러셔
- 트레인 히어로(재능TV) - 아크네
- 코비: 블루 엘리펀트의 전설 - 나닐, 동황제, 간수 외
- 포켓몬스터 DP - 마박사
- 포켓몬스터 썬&문 - 할라
- 한국사 시간여행(EBS) - 양녕대군 / 장영실 / 이퇴계 (퇴계이황) / 류성룡 / 희묵 대사 / 장사준
- 극장판 어드벤처 타임: 비밀의 아일랜드 - 제이크
- 너의 이름은. - 미야미즈 토시키
- 원피스 Originai 16기 어인섬 편(애니원, 애니박스) - 피셔 타이거
- 마징가 Z: 인피니티 - 사령관
- 일하는 세포(애니맥스) - 도움 T세포
- 쥐라기캅스 (MBC) - 쥬키오
- 신비아파트 고스트볼 ZERO: 두 번째 이야기 (투니버스) - 캠핑장 주인
- 인사이드 아웃 2 - 라일리 아빠, 프리츠, 감독
- 메탈카드봇S 강철의 귀환 (EBS) - 블루캅S/블루캅 트리니티, 워렌

### 영화
- 신의 손(KBS) - 비비안 토마스 (모스 데프) 역
- 엘 시크레토: 비밀의 눈동자(KBS) - 안드레타 역
- 유령 작가(KBS) - 조쉬 (나샤 헤이텐디) 역
- 블레이드 3(SBS) - 드레이크 (도미닉 퍼셀) / 밴스 박사(존 마이클 히긴스) 역
- 러브 인 텍사스(KBS)
- 호텔 르완다(KBS) - 군인(손니 치디에베레) / 라디오 방송 음성 / 호텔 손님
- 라카와나 블루스(KBS) - 포드(리브 슈라이버) 외
- 적인걸: 측천무후의 비밀(KBS) - 병사(시진)
- 파르나서스 박사의 상상극장(KBS) - 상상 세계의 대통령(피터 스토메어) / 경찰(조니 해리스) / 러사아인(이고르 잉겔스맨)
- 블룸 형제 사기단(KBS) - 찰스턴(앤디 나이맨)
- 윈스턴 처칠의 폭풍전야(KBS) - 베일리(앤소니 브로피) 역
- 킬러들의 도시(KBS) - 티켓부스 아재(루디 블룸) 역
- 카운터피터(KBS) - 로섹(렌 쿠드랴비츠키) 역
- 쿼바디스 도미네(KBS) - 크로톤(다리우스 주지스진) 역
- 스톰 셀(KBS) - 루이스(매트 엔더슨) 역
- 인디아나 존스4(KBS) - 장군(앨런 데일) / 목사(V.J. 포스터)
- 캔디데이트(KBS)
- 드러머(KBS) - 나무 역
- 달은 어디에 떠 있는가(KBS)
- 뮌헨(KBS) - 토니 (이반 아탈) / 군인(예후다 레비)
- 묵시록 코드(KBS) - 요원(이안 샵아틀라스)
- 자호접(KBS) - 가게 주인(요안렴) / 암살범(히로와다 오타케) / 우체부(하위)
- 올리버 트위스트(KBS) - 바니(잭 커랜) 외
- 울어야 사는 여자(KBS) - 이메(레이먼드 바갓싱) 역
- 밀리언즈(KBS)
- 워터 보이즈(KBS)
- 인 어 베러 월드(KBS) - 니엘스 (마틴 부쉬) 역
- 참새들의 합창(KBS)
- 링컨 차를 타는 변호사(KBS) - 죄수(마이클 페냐) / 형사(마이클 파레)
- 콘택트 (KBS) - 목사(헨리 스트로져)
- 첨밀밀(KBS) - 지배인(엄자화) / 고기집 주인(정추해)
- 캐치 미 이프 유 캔(KBS) - 얼(브라이언 하우) / 학생(조나단 댕크너) / 교장 선생님(토마스 코파케) / 수표 전문가(맬러카이 스론) / 프랑스 간수(리치 예트)
- 우리도 사랑일까(KBS) - 제임스 (더스틴 피터스) 역
- 노예 12년(KBS) - 프리먼 (폴 지아마티) 역
- 아메리칸 셰프(KBS) - 토니 (바비 카나베일) 역
- 터미네이터 제니시스 (KBS) - 마티아스 반장 (마이클 글래디스) 역
- 싱 스트리트 (KBS) - 코너의 아빠(에이던 길런)
- 영광의 아이들(KBS) - 동료 수구 선수(카롤리 게츠테시) / 라디오 방송
- 인피니트(KBS) - 시장(마크 플레이쉬만)
- 코드 46(KBS) - 폴(크리스토퍼 심슨)
- 덤보 - 스켈리그
- 이터널스 - 블레이드(마허샬라 알리)

### 외화
- 폴링스카이(KBS) - 앤서니(엠포 코아호) / 마이크(마틴 로치)
- 콜드 케이스(KBS) - 앨버트 역
- 미스트리스 - 위험한 연인들(KBS) - 롭 역
- 닥터 후(KBS) - 맥그라스(칼 맥크리스탈,시즌 6) / 감독 (사이먼 러더스,시즌 10 3화) / 갓스케어(안소니 캘프,시즌 10 9화)
- 삼국지(KBS) - 미방 역
- 철완탐정 로보타크(재능TV) - 방해 코끼리 역
- 파워레인저 정글포스(챔프) - 로우키 역
- 파워레인저 엔진포스(챔프) - 덤벨반기 역
- 출동! 레스큐 포스/출동! 레스큐 포스 - 다엔, 그레이 역
- 가면라이더 블레이드(챔프) - 케르베르스, 다크로치, 제브라, 재규어, 트라이얼D, 트라이얼F, 류이치 역
- 파워레인저 캡틴포스(챔프TV) - 지훈, 레드레이서 역
- 파워레인저 애니멀포스 - 케타스 역
- 마담 퐁파두르(EBS) - 아벨 역
- 초한지(KBS) - 번쾌 역
- 제너레이션 워(CNTV)
- 롬멜(CNTV) - 클루게 역
- 삼총사(KBS) - 트레빌(휴고 스피어) 역
- 더 라인(MBC) - 레이몽 슈왈츠 (테리 고다드) 역
- 마법전사 유캔도(재능TV) - 쟈크 문 역
- 이소룡 전기(SBS) - 이노산토 역
- 크리스마스 살인(EBS) - 앙트완 역
- 신수호지 2011 (한국경제 TV) - 조천왕 外 역
- 리썰 웨폰(KBS) - 칼데라(알레한드로 에다)
- 명탐정 브라운 신부 시즌 1,3(평화방송) - 시드 카터(알렉스 프라이스)
- 리치 리치(넷플릭스) - 스웨덴 하우스 센세이션 / 리건 / 칼릴 / 캠든) / 빌 박사 / 애버내시
- 뿌리(하이라이트TV) - 알렉스 헤일리(로런스 피시번) / 조지(리지 장 페이지) / 윌리엄(매슈 구드) / 쿤타 킨테의 친구
- 디셉션(KBS) - 스위치(빌리 제인)
- 워리어스(KBS) - 듀고미에 장군(안소니 히긴스)
- 호크아이 - 토머스(피에트르 아담첵) / 오르빌(로버트 워커 브랜차드) / 아르망 듀케인 3세(사이먼 캘로우) / 데릭 비숍(브라이언 다아시 제임스)
- 1864 (CNTV)

### 다큐
- 혜성, 지구를 노리는가? (NGC)
- 코스모스(NGC)
- 브레이크 아웃 (NGC)
- 순백의 아름다움 (NGC)
- 슈퍼카 스페셜 (메르세데스 SLS AMG)
- 와일드 인도네시아 (NGC)
- 우주 속의 인류 (NGC)
- 프리미엄 와일드 생명의 보고 그레이트 배리어프 (NGC)
- 프리즌 브레이크 6화 텍사스 7인조 탈주 (NGC)
- 초자연현상 - 츄파카브라 편(NGC)
- 천혜의 자원, 오스트레일리아(NGC)
- 2007.07.11 KBS 해외걸작선 - 다이어트, 오해와 진실 (KBS)
- 2008.09.09 KBS 세계걸작다큐 하늘의 최강자 랩터 (KBS)
- 2009.01.11 KBS 세계걸작다큐 인도 이야기 - 제 1부 잃어버린 문명 (KBS)
- 2009.01.17 KBS 세계걸작다큐 인도 이야기 - 제 2부 생각의 힘 (KBS)
- 2009.02.01 KBS 세계걸작다큐 인도 이야기 - 제 3부 향신료와 비단길 (KBS)
- 2009.08.19 MBC 광복절 특집 '일본제국주의 조선의 소를 탐하다' (MBC)
- 2009.08.23 KBS 해외걸작선 - 달기지 건설 프로젝트 (KBS)
- 2009.08.30 KBS 해외걸작선 - 세계의 공포, 바이러스 (KBS)
- 2009.10.21 KBS 놀라운 색의 세계 2부 (KBS)
- 2009.10.27 KBS 놀라운 색의 세계 3부 (KBS)
- 2010.04.01 KBS 특선 '다이어트, 오해와 진실' (KBS)
- 2010.04.08 KBS 특선 '숙면의 과학' (KBS)
- 2010.10.01 MBC 국군의 날 특집 병영애니메이션 다큐멘터리 청춘병법 아미아미 (MBC)
- 2012.05.04 EBS 다큐10+ 제임스 가족의 강변 일기 가을에서 겨울까지 (EBS) - 해설
- 2012.12.19 KBS 세상의 모든 다큐 우정의 나무 자전거 (KBS)
- 2014.05.11 KBS 특별기획 - 재난을 극복한 사람들 (KBS)
- 2014.08.21 KBS 세상의 모든 다큐 '감춰진 언어, 보디랭귀지' (KBS)
- 2016.11.12 EBS 세계의 눈 '백악관 이야기 - 백악관을 움직이는 사람들' (EBS)
- 2017.04.02 EBS 세계의 눈 '자연에서 배우는 생체모방-바이오 물질' (EBS)

### 라디오 드라마

#### KBS
KBS 특집 라디오 프로그램 한국문학 오디오북
- 2003.02.23 박화성 作 고향 없는 사람들

교통캠페인 드라마
- 2003.01.26 목격자를 찾습니다
- 2003.03.30 박제가 된 내 아들
- 2003.04.27 월드컵 4강전이 열리던 날
- 2003.05.25 내 인생의 오토바이
- 2003.08.31 그리운 완두콩 한 말
- 2003.09.28 휠체어를 타고 온 선생님
- 2003.10.26 피아노 선생님의 왼팔
- 2003.11.30 약속
- 2004.01.18 쉬어가는 남자
- 2004.04.25 부메랑이 되어 돌아
- 2004.05.30 바다와 맥주, 그리고 빗방울
- 2004.06.27 가슴에 묻은 내 딸
- 2004.07.25 대천 가는 길
- 2004.08.29 대리 운전, 그 위험한 질주
- 2004.09.26 허수아비는 알고 있을까?
- 2004.10.31 길 위에서 흔들리다
- 2004.11.28 공사 중인 도로에서 길을 잃다
- 2005.01.30 人道와 車道 사이
- 2005.02.27 정지선 위에서 무너진 희망
- 2005.03.27 고속도로에서 생긴 일
- 2005.04.24 뒤에서 덮친 불행
- 2005.07.31 아무도 모르게 찾아온 통증
- 2005.08.28 30초의 방심, 그리고 영원한 통곡
- 2005.09.25 휠체어에서 다시 태어난 남자
- 2005.11.27 내 친구의 서투른 질주
- 2005.12.25 빙판 길에 핀 국화꽃 세송이
- 2006.05.28 살아 남은 자의 슬픔
- 2006.10.29 나는 당신을 보내지 않았어요

생방송 해피선데이 페러디 극장
- 2004.05.02 패러디 극장 2 - CM 패러디 + ID : 영화 실미도 예고편 - 허준호 役
- 2004.07.11 패러디 극장 1 - CF 패러디 1 (현대카드 M 패러디) - 송강호 役
- 2004.07.11 패러디 극장 2 - CF 패러디 2 (올드 보이 패러디) - 최민식 役

생방송 해피선데이 뮤직드라마
- 2004.05.23 뮤직드라마 4회 <어머니와 고등어> - 생선장수 役
- 2004.06.13 뮤직드라마 7회 <우리가 세상에 길들기 시작한 후부터> - 남 1 役
- 2004.06.20 뮤직드라마 8회 <단발머리> - 영준 役
- 2004.07.18 뮤직드라마 12회 <분홍 립스틱> - 아빠 役

생방송 해피선데이 추리극장
- 2004.05.02 추리극장 1회 - 경비원 役
- 2004.05.09 추리극장 2회 - 텔레비전 뉴스 앵커 役
- 2004.05.30 추리극장 5회 - 최면수 役
- 2004.06.27 추리극장 9회 - 왕기업 役
- 2004.07.11 추리극장 11회 - 발견자 役
- 2004.08.15 추리극장 14회 - 배주인 役
- 2004.08.22 추리극장 15회 - 아나운서 役
- 2004.10.10 추리극장 22회 - 독일인 役

엄길청의 성공시대
- 제 4화 박세태 날개접은 소리의 마술사
- 제 5화 윤생진 기능공에서 대기업 상무까지
- 제 6화 최신규 손오공 여의봉을 얻기까지
- 제 7화 조흥연 부드러운 카리스마 여성 CEO
- 제 8화 박해돈 이삿짐센터 인부 일등이 되는 꿈
- 제 9화 한승수 영업사원 청년사장이 되다
- 제 11화 이두범 고물장수의 재활용 인생
- 제 14화 퀵서비스의 개척자 임항신의 도전일기
- 제 15화 상술의 귀재 김서기, 축배를 들다
- 제 16화 장례문화의 선두주자, 엄옥선
- 제 17화 유통시장의 젊은 신화, 옥션 이재현
- 제 19화 대한민국 보험왕, 조주환
- 제 20화 이영석의 총각네 야채가게
- 제 21화 게으른 농사꾼 이영문의 태평농법
- 제 22화 알뜰 주부 여미옥의 '학습지 시장' 개척기
- 제 23화 김복현의 '명동 빨계떡'
- 제 24화 남이섬 돈키호테 강우현
- 제 25화 노숙자 강신기, 에스보드를 타다
- 제 26화 장돌뱅이 박형권, 때때옷 팔아 날개옷 얻다
- 제 28화 영업 대통령 최진실의 차차차인생
- 제 29화 마이크를 든 이경호, 승전가를 부르다
- 제 30화 주부 사업가 한경희, 스팀청소기에 도전하다
- 제 31화 김남희 옷짓는 여자
- 제 32화 김홍국 황금알 낳는 촌닭
- 제 33화 김기문 감성시계
- 제 34화 이강우 광고는 인간이다
- 제 35화 이정식 외식업 흥망기
- 제 36화 정해진 남자를 위한 블루공간
- 제 37화 김석봉의 자수성가, 기적은 없다
- 제 38화 청년벤처 이광석의 온라인 이력서
- 제 39화 우곡농민의 명품수박 30년 도전기
- 제 40화 지승룡 목사 카페마담 되다
- 제 46화 장정윤 굳센처녀 스물 일곱살의 비망록
- 제 47화 이한중 발명가의 인생 변속 기어
- 제 48화 김동수 명품 도자기의 신화
- 제 49화 호텔보이 박길수, 호텔을 지배하다!
- 제 50화 몽상가 이충섭의 묵사발인생 역전기
- 제 51화 이계륜 밀가루 도사의 혁신 인생
- 제 53화 명장 장형태, 종자 전쟁의 선봉에 서다
- 제 54화 머니 콜렉터 윤윤수, 고래를 삼킨 새우가 되다!
- 제 55화 임정환, 나사왕국을 세우다
- 제 56화 안전한 세상을 위한 특명, '김민규, 출동하라'
- 제 57화 허명회의 신화창조, 버스혁명을 일으켜라!
- 제 68화 7전8기의 신화, 월드솔루션 강성진 (친구 役)
- 제 70화 무궁화 전자, 맨땅에서 꽃피우다 (동경 役)
- 제 72화 국수왕, 떡박사! 성호정의 블루오션 (성호정 役)
- 제 75화 이성호, 이영춘 부자(父子)의 대(代)를 이은 도라지 타령 (이영춘 役)
- 제 80화 멈추지 않는 도전, 정동학의 희망프로젝트 (호준 役)

대한민국 경제실록
- 제 9화 서울, 고도성장의 신화 - 김성돈 役
- 제 12화 산업인력 해외진출사 - 백영윤 役
- 제 13화 5공화국 사채파동 - 김철호 役
- 제 17화 강남의 역사 - 김현옥 役
- 제 19화 국책사업, 그 빛과 그림자 - 김정욱, 정종택, 마을 주민, 김용태 役

KBS 무대
- 2003.03.02 당신은 누구시길래 (수철 役)
- 2003.04.20 봄날에 (건달1 役)
- 2003.05.11 歸依 그리고 他人 (손님 役)
- 2003.06.01 내 마음의 보석상자 (교사1 役)
- 2003.07.13 오봉달 카페로 오세요
- 2003.07.27 초록 의자
- 2003.08.10 섹스 블루
- 2003.08.17 서바이벌 게임
- 2003.09.28 헤라클레스를 위하여
- 2003.11.16 고엽
- 2003.11.23 교동도
- 2003.11.30 선물
- 2003.12.07 이사도라의 선물
- 2003.12.14 동그라미
- 2003.12.28 아우라지 별곡
- 2004.02.29 철웅씨의 삼일장
- 2004.04.25 누렁소 복만이
- 2004.06.27 돈베기 (수위 役)
- 2004.07.04 안경 깨지던 날 (버스기사 役)
- 2004.07.11 그녀의 선택 (경수 役)
- 2004.07.25 그녀가 남긴 유산 (선생 役)
- 2004.08.01 두 아버지 (둘째 役)
- 2004.08.29 두려움 뒤엔... 그리움이 있다 (건달 役)
- 2004.09.19 불만의 계절 (정형사 役)
- 2004.10.10 마지막 선물 (현씨 役)
- 2004.10.24 가족이란 이름으로 (사채업자1 役)
- 2004.10.31 한국제 빨간 스타킹 (남상인 役)
- 2004.11.14 창명 비조도 (중년 役)
- 2004.11.28 꼬리표 삼촌 (공사장 작업반장 役)
- 2005.01.02 독수리 5형제 (카드 남 役)
- 2005.01.16 아내의 첫사랑 (이정복 役)
- 2005.02.06 뻐꾸기 둥지에서 사랑을 품다 (오달호 役)
- 2005.02.27 내 인생의 잠수함 (이창수 役)
- 2005.03.06 바람의 시 (지훈父 役)
- 2005.03.27 자화상 속 풍경 (인규 役)
- 2005.04.17 우당문고 (박교수 役)
- 2005.04.24 기쁜 우리 젊은 날 (택시기사 役)
- 2005.05.01 아빠의 노래
- 2005.08.06 파도를 훔친 바다 (한상일 役)
- 2005.08.20 그 여자의 겨울 (김형사 役)
- 2005.09.03 효과맨의 꿈 (고물상 주인 役)
- 2005.09.17 까마르그에서 만난 사람 (조카 役)
- 2005.10.01 나의 아름다운 동거인 (손님2 役)
- 2005.10.08 썸머 타임 (진수 役)
- 2005.10.15 내 인생의 이정표는 어디에 (경찰1 役)
- 2005.10.22 녹색 탁자가 있는 집 (큰아들 役)
- 2005.11.05 널 위한 이별 (장교수 役)
- 2005.11.12 암행 (박지평 役)
- 2005.11.19 어머니의 훈장 (재성 役)
- 2005.12.17 춘향외전 春 香 外 傳 (화전민, 하객1 役)
- 2006.02.25 이 메마른 날들 (환자 役)
- 2006.03.18 한강으로 간 마을버스 (청년 役)
- 2006.11.04 못난 사랑 (강철재 役)
- 2007.04.28 삼거리 주막 집
- 2008.11.08 벼랑 끝에서
- 2010.03.06 전기수, 최필의 희망가
- 2010.12.25 천천히, 가끔은 넘어져 가면서
- 2011.09.17 정글 싱글 베이글
- 2011.12.03 별꽃이 지다
- 2014.08.30 가면무도회 (승철 役)
- 2015.02.14 잔혹낙원 (박형사 役)
- 2015.08.08 금혼식 (박서방 役)
- 2016.01.02 둥근달이 떴습니다 (강팀장 役)

KBS 라디오 독서실
- 2003.02.02 이명랑 作 어머니가 있는 골목 (박씨 役)
- 2003.04.06 신경숙 作 종소리 (의사2 役)
- 2003.04.20 문화영 作 선(仙) (김씨 役)
- 2003.05.04 김동화 作 황토빛 이야기 (남5 役)
- 2003.05.18 정미경 作 호텔유로, 1203 (판매원 役)
- 2003.06.01 김용만 作 은장도 (지서장 役)
- 2003.06.08 구효서 作 아침 깜짝 물결무늬 풍뎅이 (꽃집주인 役)
- 2003.06.15 권지예 作 행복한 재앙
- 2003.06.22 이지선 作 지선아 사랑해 (우에다 役)
- 2003.07.06 이현수 作 토란 (수박장수 役)
- 2003.07.13 박민규 作 지구영웅전설 (토끼 役)
- 2003.07.20 채영주 作 바이올린맨 (집주인 役)
- 2003.08.24 한강 作 노랑무늬 영원 (남자1 役)
- 2003.09.07 윤대녕 作 낯선 이와 거리에서 서로 고함 (사내 役)
- 2003.10.12 베르나르 베르베르 作 나무 (남자3 役)
- 2003.10.19 백민석 作 죽은 올빼미 농장 (종업원 役)
- 2003.10.26 김정숙 作 블루사이공 (김문석父 役)
- 2003.11.02 조헌용 作 어머니는 어느 강을 흐르고 있을까 (아저씨 役)
- 2003.11.16 김영하 作 이사 (사장 役)
- 2003.12.07 방현석 作 존재의 형식 (감독 役)
- 2003.12.21 파울로 코엘료 作 연금술사 (상인 役)
- 2004.01.04 허영만 作 식객 (횟집사장 役)
- 2004.02.01 송수권 作 아내의 맨발 (처남 役)
- 2004.02.08 정창근 作 남사당의 노래 (포졸 役)
- 2004.02.22 성석제 作 내 고운 벗님 (정낚시 役)
- 2004.03.21 김영현 作 차력사 (교사 役)
- 2004.03.28 시게마츠 츠요시 作 비타민F (아버지 役)
- 2004.04.04 류진운 作 닭털같은 나날 (관 처장 役)
- 2004.04.18 차근호 作 암흑전설 영웅전 (마법사 役)
- 2004.04.25 윤영수 作 무대위의 공연 (아들 役)
- 2004.05.23 김문수 作 아론 (아론, 노인2 役)
- 2004.06.06 김지우 作 디데이 전날 (차주인 役)
- 2004.06.13 이순원 作 스물셋 그리고 마흔여섯
- 2004.06.20 김연수 作 리기다 소나무 숲에 갔다가 (친척1 役)
- 2004.06.27 원재길 作 달밤에 몰래 만나다 (영순父 役)
- 2004.07.04 손기호 作 눈먼 아비에게 길을 묻다 (목사 役)
- 2004.07.11 전성태 作 존재의 숲
- 2004.07.18 조창인 作 길 (석대 役)
- 2004.08.01 정미경 作 달은 스스로 빛나지 않는다 (연제 役)
- 2004.08.22 카타야마 코이치 作 세상의 중심에서 사랑을 외치다 (가이드 役)
- 2004.09.12 오은희 作 달고나 (학생주임 役)
- 2004.09.19 이선 作 프라우드 메리를 기억하는가
- 2004.10.03 법정 作 홀로사는 즐거움 (다산 役)
- 2004.10.24 토넬 울리치 作 춤추는 탐정 (형사 役)
- 2004.11.07 윤정환 作 짬뽕 (손님 役)
- 2004.12.05 한비야 作 중국견문록 (직원 役)
- 2004.12.19 이청해 作 오후의 빛 (노인 役)
- 2004.12.26 김영무 作 초의선사 장의순 (훈장 役)
- 2005.01.02 김대현 作 하구요 (행인 役)
- 2005.01.30 김수정 作 청혼하려다, 죽음을 강요당한 사내 (지배인 役)
- 2005.02.06 윤성희 作 유턴지점에 보물지도를 묻다 (아버지 役)
- 2005.02.13 서하진 作 알 수 없는 날들 (도인 役)
- 2005.02.20 윤영수 作 내 여자친구의 귀여운 연애 (김주임 役)
- 2005.02.27 홍창수 作 아으 다롱디리 (포장군 役)
- 2005.03.13 성석제 作 본래면목 (종말 役)
- 2005.03.20 한창훈 作 깊고 푸른 강 (친구3 役)
- 2005.03.27 고연옥 作 웃어라 무덤아 (형사 役)
- 2005.05.01 이만교 作 표정관리 주식회사
- 2005.05.22 엄인희 作 작은 할머니 (조춘父 役)
- 2005.09.11 최범산 作 반역의 강 (남자1 役)
- 2005.10.30 김영현 作 나는 몽유하리라 (의사 役)
- 2005.11.06 이현수 作 신기생뎐 (윤회장 役)
- 2005.11.27 김정숙 作 오아시스 세탁소 습격사건 (전영민 役)
- 2005.12.11 공지영 作 우리들의 행복한 시간 (교장 役)
- 2006.02.05 표명희 作 3번 출구 (박실장 役)
- 2006.04.02 한수영 作 나비 (남편 役)
- 2006.06.11 박현욱 作 아내가 결혼했다 (재경 役)
- 2007.05.20 김미진 作 내 마음의 지도택 (선배 役)
- 2008.09.21 성석제 作 황만근은 이렇게 말했다 (민씨 役)
- 2009.07.05 김정한 作 사하촌(寺下村) (들깨 役)
- 2009.08.23 김주영 作 똥친 막대기 (박씨 役)
- 2015.08.16 장우석 作 파트너 (남준기 役)

KBS 라디오 극장
- 2004.08.01~2004.08.31 이인화 作 영원한 제국
- 2005.08.01~2005.08.31 고영훈 作 청초 우거진 골에 (찰방, 중년, 선비 役)
- 2006.04.01~2006.04.30 전혜성 作 마요네즈 (아버지 役)
- 2007.02.01~2007.02.28 이남희 作 그 남자의 아들, 청년 우장춘 (우범선 役)
- 2008.08.01~2008.08.31 내몽고의 슈바이처, 이자해 (연병래 役)

KBS 다큐멘터리 인물과 사건
- 2004.05.30 그때, 명동성당이 있었다 (태우 役)
- 2004.06.06 80년대, 을지로 인쇄골목의 전사들 (사장2 役)
- 2004.06.13 2004년 게임강국, 한국을 말한다 (형사 役)
- 2004.06.20 신용불량 그 파산의 끝! (남편 役)
- 2004.06.27 암호명 '리본', 그 5박6일의 탈북작전 (김선생 役)
- 2004.07.11 슬픔의 섬 - 사할린 제 1부 끝나지 않은 고통 (성태父 役)
- 2004.07.18 슬픔의 섬 - 사할린 제 2부 최초보고 "1977년 사할린 동포 추방 사건" (도규식 役)
- 2004.07.25 민중의 노래 새롭게 변화하는 목소리 (위원장 役)
- 2004.08.01 도시의 혈관 지하철! (공익요원 役)
- 2004.08.29 <사형>, 정의의 실현인가? 또 하나의 살인인가? (판사 役)
- 2004.09.12 사북, 슬픈 광부들의 땅 (소장, 읍장 役)
- 2004.09.19 국민교육헌장, 그리고 교육지표사건 (사회자, 수사관 役)
- 2004.09.26 홍석천의 커밍아웃, 그 후 4년 (동료 役)
- 2004.10.03 그들은 왜 총을 들지 않는가 (시위1 役)
- 2004.10.10 풀뿌리 언론의 새모델 여의도 통신 (김동현 기자 役)
- 2004.10.17 김민수 교수와 국립 서울 대학교
- 2004.10.24 넝마대장 윤팔병의 아름다운 외출 (행상 役)
- 2004.11.14 전태일 34주기, 왜 다시 전태일인가 (기자 役)
- 2004.11.21 영재교육의 장 민족사관고등학교의 현주소
- 2004.11.28 세례명 바르톨로메오! 세상 낮은 곳으로 임하다
- 2004.12.05 시화호에 공룡 알이 나타난 이유 (공사관계자 役)
- 2004.12.19 가리봉동 중국 동포타운의 겨울바람 (사장 役)
- 2004.12.26 고문, 우리시대의 일그러진 인권 (요원2 役)
- 2005.01.09 여성 노숙자 - 누가 이 여인들을 거리로 내 몰았는가
- 2005.01.23 어느 신문 기자의 죽음, 그리고 진실찾기 36년 (진업, 강우 役)
- 2005.01.30 우리는 기도하지 않을 권리가 있다 (교장 役)
- 2005.02.06 호주제 폐지 그 후 (큰 사위 役)
- 2005.02.13 굿모닝시티,부활의 기지개를 펴다 (남자 진행자 役)
- 2005.02.20 정수장학회, 강탈인가 헌납인가! (용주 役)
- 2005.03.13 시민운동가! 그 헌신의 한계점 (최총장 役)
- 2005.03.20 청개구리 가수 김의철, 다시 청개구리를 노래하다.
- 2005.04.03 사이버 민간 외교관 - 반크
- 2005.04.10 소록도, 이춘상 사건 (수호 役)
- 2005.04.17 교사들을 가르친 큰 교사 윤영규 ! (사무처장 役)
- 2005.04.24 장생포의 꿈, 고래를 기다리며...
- 2005.05.15 작전명 X-45,법당을 습격하라. (수사1, 김충우 役)
- 2005.07.10 북극의 마지막 별을 따다. 그랜드슬래머 박영석 대장 (홍성택 役)
- 2005.07.17 "대한민국 인권변호사 1호 - 이돈명"
- 2005.07.24 양공주 김연자의 기지촌 러브 스토리 (남자 役)
- 2005.07.31 핏줄의 끌림으로 돌아온 입양인들...
- 2005.08.07 흔들리는 태권도! 國技에 대한 맹세를 기억하라 (자크 로게, 사범, 인써트 더빙 役)
- 2005.08.14 소윤하,일제 혈침 찾기 30년
- 2005.08.21 흔들리는 입시 개혁안 - 우리 교육은 어디로 가고 있는가
- 2005.09.04 상식의 이름으로 고발한다. - 어느 노동자의 100개월만의 출근 (동료2 役)
- 2005.09.11 이산 상봉 20년의 두 얼굴 (정한현 役)
- 2005.09.25 “화교들의 경제올림픽 '세계화상대회' 그리고 원국동"
- 2005.10.02 시골목사 임락경의 세월 따라 노래따라
- 2005.10.16 “죽은 자를 위한 선택...산자여, 무엇이 옳은가?" (변우혁, 사장 役)
- 2005.10.23 “건강한 혈액을 찾습니다.”
- 2005.10.30 팔순의 청년 조문기, 나의 독립운동은 끝나지 않았다
- 2005.11.06 살아 있는 과거, 대우 사태 (회장, 사원2 役)
- 2005.11.13 우리도 성을 누릴 권리가 있다.
- 2005.11.20 "100년만의 귀환 - 북관대첩비" (김원웅 役)
- 2005.12.04 『35년만에 복간되는 사상계의 한과 꿈』 (장호권, 육군소령 役)
- 2005.12.11 우리는 다시 남극으로 간다
- 2005.12.18 “실종아동가족 - 잃어버린 관심을 찾습니다."
- 2005.12.25 슬픈 대한제국의 남자 (사장 役)
- 2006.03.05 '하인즈워드' 열풍 그리고 어느 혼혈가수의 경우
- 2006.04.09 거부된 강남 주민, 포이동 266번지 사람들
- 2006.05.07 경계에 선 우리 땅, 독도
- 2006.05.14 52년전 독도에는 그들이 있었다.
- 2006.07.02 1950년 7월, 대전에선 무슨 일이 있었나

이금희의 신화 오딧세이
- 2010.11.12 인드라와 눈물 - 인드라 役

#### TBS
TBS 창립 20주년 특별기획 다큐 드라마 서울 600년을 걷다
- 2010.03.01~2010.03.26 정도전 편 - 방간, 조사의 役
- 2010.03.29~2010.04.30 하륜 편 - 방간 役
- 2010.08.02~2010.08.27 조광조 편 - 유엄, 중종 役
- 2010.11.01~2010.12.03 최명길 편 - 봉림대군, 홍익한 役
- 2011.02.07~2011.03.11 대원군과 명성왕후 편 - 김응근 役

TBS 입체낭독 라디오 문학관
- 2009.03.02~2009.03.06 한창훈 作 꽃피는 봄이 오면
- 2009.06.22~2009.07.03 박상우 作 내 마음의 옥탑방

#### EBS
EBS 라디오 소설
- 2012.12.17~2013.01.11 뒤마 피스 作 춘희 - 해설
- 2013.06.17~2013.06.28 F. 스콧 피츠제럴드 作 위대한 개츠비 - 톰 뷰캐넌 役
- 2013.07.15~2013.07.19 에드가 앨런 포 作 황금풍뎅이 - 해설, 나 役

#### 국악방송
- 달 아래 핀 연꽃 - 선가 김월하
- 특집 다큐드라마 3부작 ‘경계에 서서'
- “소리는 새가 되어...”

### 게임
- 던전 앤 파이터 - 멜빈 리히터
- 도타2 - 고대 티탄, 도끼전사
- 디아블로 III: 영혼을 거두는 자
- 스타크래프트 시리즈 - 초월체, 오로스, 그레이븐 힐, 마이클 리버티
- 오버워치 - 맥크리
- 월드 오브 워크래프트 - 켈투자드, 노루셴, 머드머그, 티라손 살데릴, 구원자 마라아드
- 하스스톤 - 켈투자드, 알도르 평화감시단, 에테리얼 창조술사
- 히어로즈 오브 더 스톰 - 켈투자드
- 원신 - 느비예트

### 오디오 드라마
- 치즈인더트랩 (Diivaa) - 경환, 재우 役
- 시즈 (Audien) - 세일란 役
- 얼음나무 숲 (Audien) - 키욜, 휴베리츠, 케이져 役
- 왜 나는 법을 공부하는가 (Audien)
- 고성 살인 사건 (Audien) - 신이치 役
- 펭귄을 날게 하라 (Audien)
- 견훤 (Audien)
- 계백장군 - 황산벌의 영웅 (Audien)
- 궁예 (Audien)
- 김수로왕 (Audien)
- 김홍신의 대발해 (Audien)
- 박혁거세 (Audien)
- 세종대왕 (Audien)
- 우륵 - 가야금의 시조 (Audien)
- 을지문덕 (Audien)
- 이성계 (Audien)
- 장보고 (Audien)
- 정도전 (Audien)
- 황희 (Audien)
- 싱크홀 (Audien)
- 오 마미 블루 (Audien)
- 유이화 (Audien)
- 맥베스 (Audien)
- 애랑 (愛浪) : 치열한 사랑 (Bookcube) - 유영수 役

## 수상 경력
- 2005년 KBS 성우 연기 대상 (라디오 부문 - 신인 연기상)